# Emmy Internacional 2005
A 33ª edição dos Prêmios Emmy Internacional (ou Emmy Internacional 2005), aconteceu em 21 de novembro de 2005, no hotel New York Hilton Midtown em Nova York, Estados Unidos, e teve como mestre de cerimônia o comediante irlandês Graham Norton.
Durante esta cerimônia, a Academia Internacional apresentou pela primeira vez as categorias de atuação para melhor ator e melhor atriz.  

## Histórico
Os indicados para o Emmy Internacional de 2005 foram anunciados pela Academia Internacional das Artes e Ciências Televisivas (IATAS) em 17 de outubro de 2005, em uma conferência de imprensa na MIPCOM em Cannes, na França. A edição deste ano reuniu 37 finalistas, divididos em nove categorias, com destaque para a Rússia que pela primeira vez disputou de melhor série dramática. A América Latina foi representada por Argentina, Brasil e Chile. A TV Globo foi a única emissora brasileira a disputar a final do prêmio neste ano. Os nomeados foram selecionados ao longo de seis meses, por uma banca composta de 500 juízes representando 35 países. 

## Cerimônia
O prêmio de melhor série dramática foi entregue para The Eagle: A Crime Odyssey, da rede DR da Dinamarca, que retrata um detetive superintendente, interpretado por Jens Albinus, que luta contra o crime organizado e seus próprios problemas pessoais. A Dinamarca também conquistou um segundo prêmio, na categoria filme para TV/minissérie, com Unge Andersen, uma co-produção entre DR e SVT, que fala dos primeiros anos da vida do famoso escritor Hans Christian Andersen.
A série de TV canadense The Newsroom, da CBC Television ganhou como melhor comédia. As categorias de atuação foram vencidas pela chinesa He Lin, por seu papel em Slave Mother, e pelo ator francês Thierry Frémont, pelo telefilme Na Mente do Assassino. A rede BBC ganhou o prêmio de melhor programa de entretenimento sem roteiro com a série automobilística Top Gear e o prêmio de melhor programa artístico pelo especial Holocaust: A Musical Memorial Film From Auschwitz, um concerto realizado no campo de Auschwitz-Birkenau, no 60ª aniversário de sua libertação. O filme Das Drama von Dresden da rede ZDF sobre o bombardeio à cidade alemã de Dresden durante a Segunda Guerra Mundial, venceu como melhor documentário, e Dark Oracle ganhou o prêmio de melhor programa infanto-juvenil. 
A Academia Internacional premiou ainda a apresentadora Oprah Winfrey com o Founders Award por sua carreira na televisão, entregue pela então senadora Hillary Clinton, e atriz britânica Helen Mirren entregou o Directorate Award para Charles Allen, diretor executivo da rede comercial do Reino Unido ITV.

## Vencedores
| Melhor Ator | Melhor Atriz |
| --- | --- |
| - Thierry Frémont em Dans la tête du tueur - () (TF1) - Douglas Silva em Cidade dos Homens - () (TV Globo) - David Walliams em Little Britain - () (BBC) - Rhys Ifans em Not Only But Always - () (Channel 4) | - He Lin em Slave Mother - () (CCTV-6) - Carolina Oliveira em Hoje É Dia de Maria - () (TV Globo) - Anneke von der Lippe em Ved Kongens Bord - () (NRK) - Catherine Tate em The Best Bits of Catherine Tate - () (BBC) |
| Melhor Série Dramática | Melhor Filme para TV ou Minissérie |
| - The Eagle - () (DR) - New Tricks - () (BBC) - Spooks - () (BBC) - The Cadets - () (Channel One Russia) | - Unge Andersen - () (DR) - Hoje É Dia de Maria - () (Rede Globo) - Julie, chevalier de Maupin - () (TF1) - A História de Stephen Hawking - () (BBC)                                                                   |
| Melhor Programa Artístico | Melhor Série de Comédia |
| - Holocaust: A Music Memorial Film - () (BBC) - Arena - () (BBC) - Bergman och Faro - () (SVT) - Bergman och filmen - () (SVT)                                                                                | - The Newsroom - () (CBC Television) - Berlin, Berlin - () (ARD) - Ohne Worte - () (Sony Pictures/RTL) - Little Britain - () (BBC)                                                                                     |
| Melhor Programa de Entretenimento sem Roteiro | Melhor Documentário |
| - Top Gear - () (BBC) - Caiga Quien Caiga - () (Cuatro Cabezas) - FC Zulu - () (TV 2 Zulu) - Da Ali G Show - () (Channel 4)                                                                                   | - Das Drama von Dresden - () (ZDF) - Contacto - () (Canal 13) - The House of Saud - () (BBC) - Prostitution bakom slöjan - () (SVT)                                                                                    |
| Melhor Programa infanto-juvenil | |
| - Dark Oracle - () (YTV) - Dunya en Desie - () (NPS) - My Life as a Popat - () (ITV) - Zoé Kézako - () (TF1)                                                                                                  | |

## Múltiplas vitórias
Por país
| N.º de vitórias | País        |
| --------------- | ----------- |
| 2               | Reino Unido |
| 2               | Canadá      |
| 2               | Dinamarca   |